# 퀸 앤 슬림
《퀸 앤 슬림》(영어: Queen & Slim)은 미국에서 제작된 멀리나 맛수커스 감독의 2019년 로맨스 로드 범죄 드라마 영화이다. 대니얼 컬루야 등이 출연하였고, 리나 웨이스가 각본을 쓰고 제작에 참여하였다.
멀리나 맛수커스의 영화 연출 데뷔작이며, 이를 통해 2019년 제91회 전미 비평가 위원회상 신인감독상을 수상하였다.

## 줄거리
2019년. 흑인 형사변호사 "퀸"은 오하이오에서 틴더를 통해 처음 만난 흑인 남성 "슬림"과 불편한 저녁 식사를 한다. 슬림이 퀸을 집으로 데려다주던 중 백인 경찰이 이들의 차를 세우고 정당한 이유 없이 차를 뒤진다. 갈등이 고조된 끝에 경찰이 퀸의 다리를 쏘자 슬림은 경찰을 제어하려다가 그를 쏴죽이고 만다. 이때부터 퀸과 슬림의 도주극이 시작된다.

## 출연
- 대니얼 컬루야 - 슬림 역
- 조디 터너스미스 - 퀸 역
- 보킴 우드바인 - 얼 삼촌 역
- 클로이 세비니 - 셰퍼드 부인 역
- 플리 - 셰퍼드 씨 역
- 스터질 심프슨 - 경찰관 리드 역
- 인디아 무어 - 고더스 역
- 베니토 마티네즈 - 보안관 에드거 역
- 자히 디앨로 윈스턴 - 주니어 역
- 톰 고섬 주니어 - 슬림의 아버지 역

## 기타 제작진
- 배역: 카먼 쿠바
- 미술: 캐런 머피
- 세트: 라이언 왓슨